# 大七銀行
大七銀行（だいしちぎんこう）は、明治期から大正期の、福井県大野町（現・大野市）に本店のあった銀行。
1896年（明治29年）1月、大野藩家老内山七郎右衛門（良休）らを中心に設立。内山らは、旧大野藩士族の就産事業として、明治6年に銀行類似会社である良休社を設立しており、それが母体になっている。その後、弱小銀行の域を出ず、第一次世界大戦後の反動恐慌を受け、大正13年に福井銀行に合併された。

## 行名の由来
大七は、旧大野藩が幕末に大坂を始め全国各地に、藩の特産品を販売するために設けた大野屋の代表者名義である大坂屋七太郎を略したもの。内山七郎右衛門が実質的な代表であったことから、維新後は内山を指した。

## 本店跡
1887年（明治20年）頃に建築された洋館の本店、及び隣接し担保蔵として利用された2階蔵は、国の登録有形文化財として保存されている。

## 沿革
- 1896年（明治29年）1月29日：個人経営の形態で設立（北陸銀行創業百年史では25日設立）
- 1906年（明治39年）12月2日：株式会社組織に改組（北陸銀行創業百年年史では明治40年4月16日改組）
- 1912年（明治45年）7月：大野貯金銀行を合併
- 1922年（大正11年）7月1日：亀城銀行を合併
- 1924年（大正13年）8月31日：福井銀行に買収される